# Storia della Corea

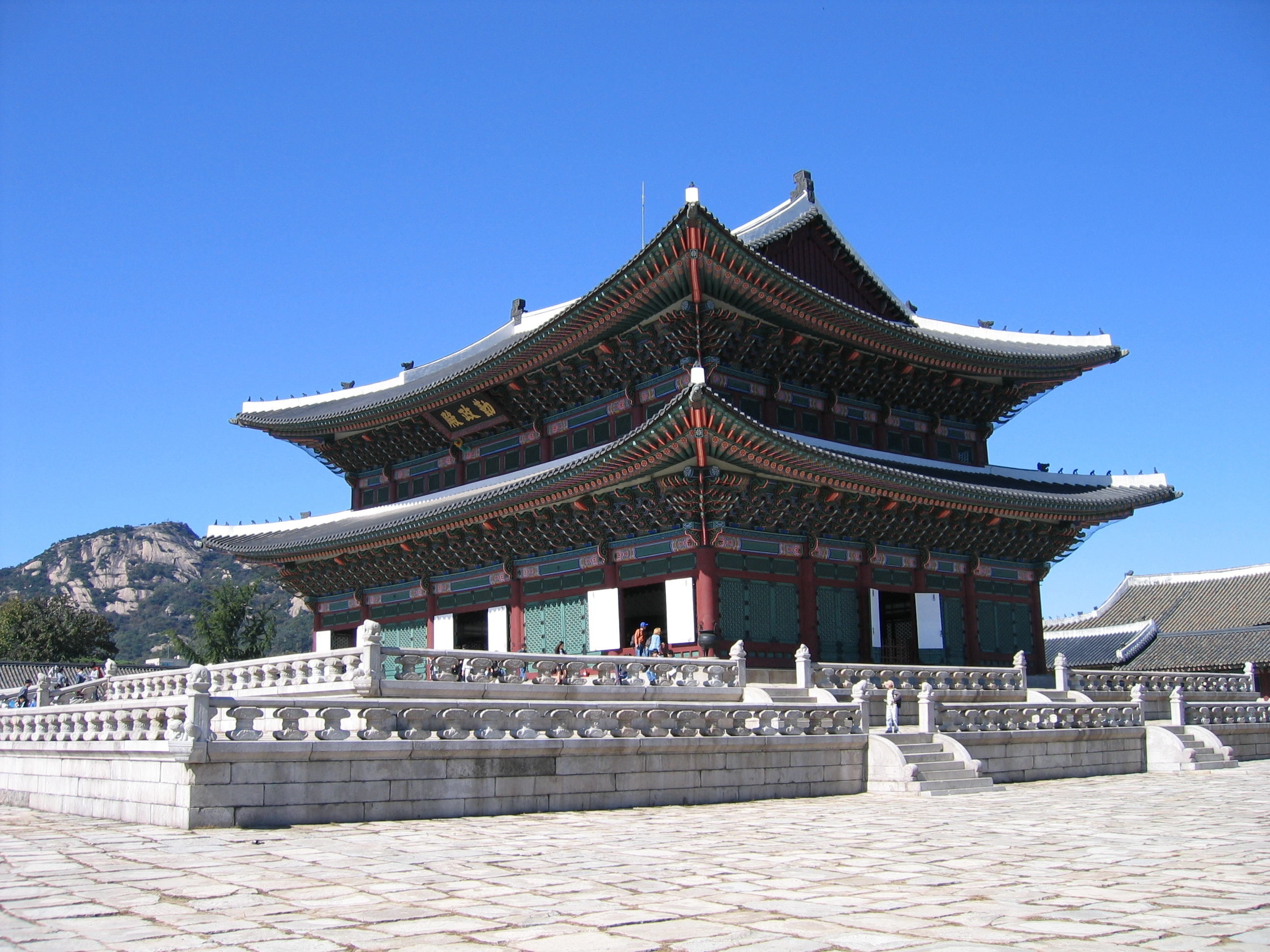
Il Palazzo di Gyeongbokgung

La storia della Corea si estende dai tempi del Paleolitico inferiore fino ai giorni nostri.

## Sintesi
I più antichi esempi conosciuti di ceramica coreana risalgono intorno all'8000 a.C., mentre il periodo neolitico iniziò prima del 6000 a.C., seguito dall'età del bronzo intorno al 2500 a.C. Secondo il Samguk yusa e altre testimonianze dell'era medievale coreana il regno di Gojoseon (Antico Joseon) sarebbe stato fondato nel 2333 a.C., finendo con l'estendersi dalla penisola coreana a gran parte della Manciuria. Verso il III secolo a.C. si disgregò in vari Stati successori.
All'incirca intorno all'anno zero dell'era cristiana i tre regni (Goguryeo, Silla e Baekje) conquistarono gli altri Stati successori di Gojoseon, giungendo a dominare la penisola e gran parte della Manciuria. I tre regni rivaleggiavano tra loro sia economicamente sia militarmente. Goguryeo e Baekje godettero di maggior potere per gran parte dell'era, soprattutto Goguryeo, che sconfisse le massicce invasioni cinesi. Il potere di Silla si estese invece lentamente attraverso la Corea, affermandosi infine verso il 676 come il primo Stato unificato che abbracciava la maggior parte della penisola coreana, mentre l'ex generale di Goguryeo Dae Jo-yeong fondò Balhae come successore dello stesso Goguryeo.
Lo stesso Silla unificato crollò alla fine del IX secolo, lasciando spazio al tumultuoso periodo dei tre regni posteriori (892-936), che si concluse con l'affermazione della dinastia Goryeo. Dopo la caduta di Balhae nel 926 a opera dei Khitani gran parte del suo popolo, guidato dal principe ereditario Dae Gwang-hyeon, fu assorbito da Goryeo.
Il periodo Goryeo vide la codificazione delle leggi, l'introduzione di un apparato amministrativo statale e la fioritura del buddhismo. Nel 993-1019 la dinastia khitana dei Liao invase Goryeo, ma fu respinta. Nel 1238 fu la volta dell'Impero mongolo che invase la penisola iniziando una guerra di quasi trent'anni, al termine della quale le due parti firmarono un trattato di pace.

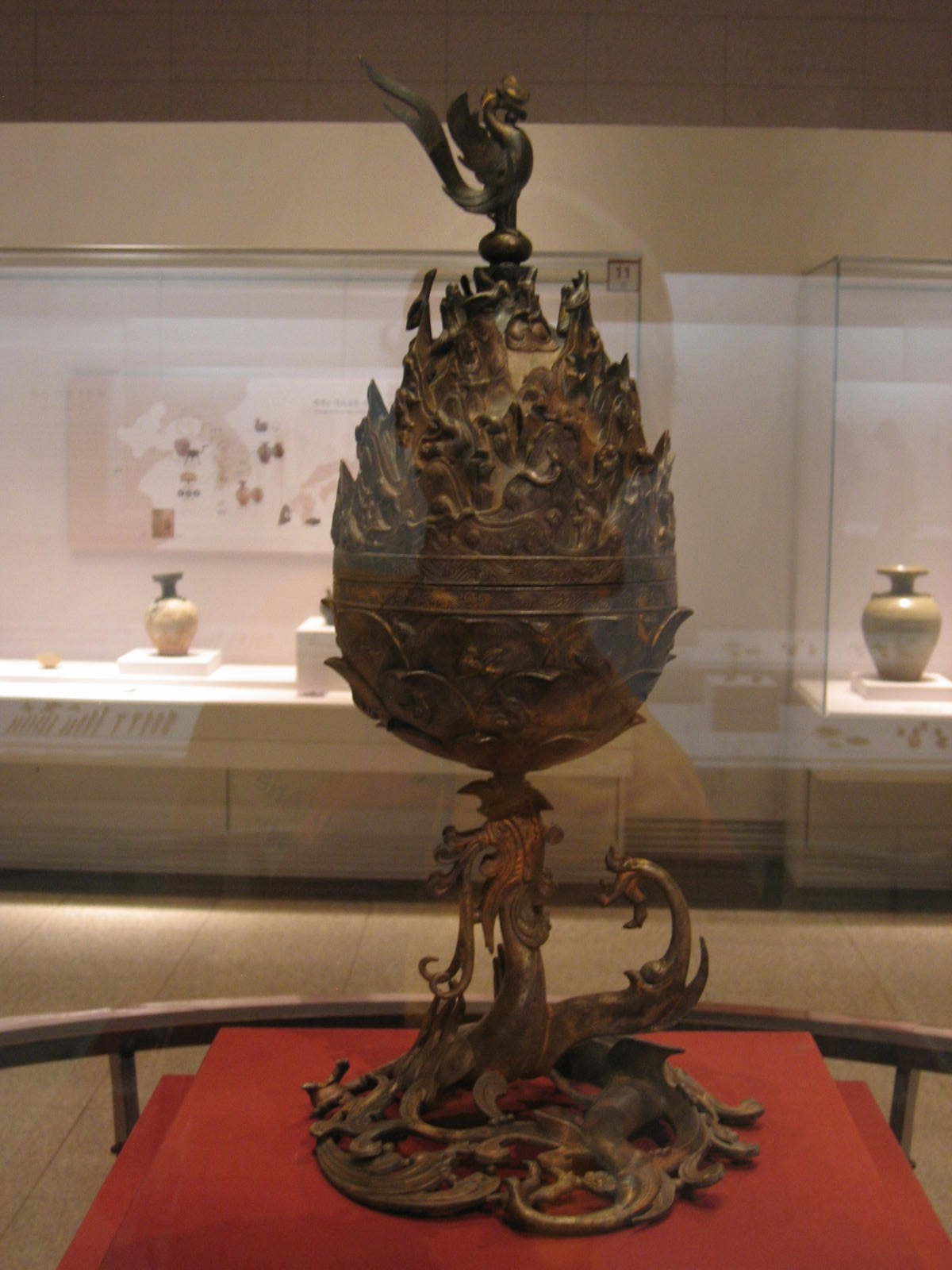
Incensiere di Baekje

Nel 1392, a seguito di un colpo di Stato, il generale Yi Seong-gye fondò la dinastia Joseon (1392-1910). Re Sejong il Grande (1418-1450) promulgò l'hangŭl, l'alfabeto coreano. Tra il 1592 e il 1598 il Giappone invase la Corea, ma fu infine respinto grazie agli sforzi degli eserciti e della marina guidata dall'ammiraglio Yi Sun-shin. Negli anni 1620 e 1630 Joseon subì invasioni dalla dinastia manciù dei Qing.
A cominciare dagli anni 1870 il Giappone iniziò ad allontanare la Corea dalla sfera d'influenza della Cina per attirarla nella propria. Nel 1895 l'imperatrice Myeongseong fu assassinata da agenti giapponesi. Nel 1897 Joseon fu ridenominato Impero coreano (1897-1910) e re Gojong divenne l'imperatore Gojong.
Nondimeno, nel 1905 i giapponesi costrinsero la Corea a firmare il trattato dell'Eulsa che trasformava il Paese in un protettorato e successivamente, nel 1910, un secondo trattato che annetteva direttamente la Corea all'Impero giapponese, sebbene nessuno dei due accordi sia considerato legalmente valido. La resistenza coreana all'invasione nipponica si manifestò in maniera non violenta nel massiccio movimento del 1º marzo del 1919. In seguito il movimento di liberazione coreano, coordinato dal governo provvisorio della Repubblica di Corea in esilio, fu largamente attivo nelle confinanti Manciuria, Cina e Siberia.
Con la sconfitta del Giappone nel 1945 le Nazioni Unite misero a punto piani per un'amministrazione fiduciaria da parte dell'Unione Sovietica e degli Stati Uniti, ma furono presto abbandonati. Nel 1948 furono istituiti nuovi governi, quello democratico della Corea del Sud e quello comunista della Corea del Nord divisi al 38º parallelo. Le tensioni irrisolte della divisione emersero però nella guerra di Corea del 1950, quando la Corea del Nord invase la Corea del Sud.

## Preistoria

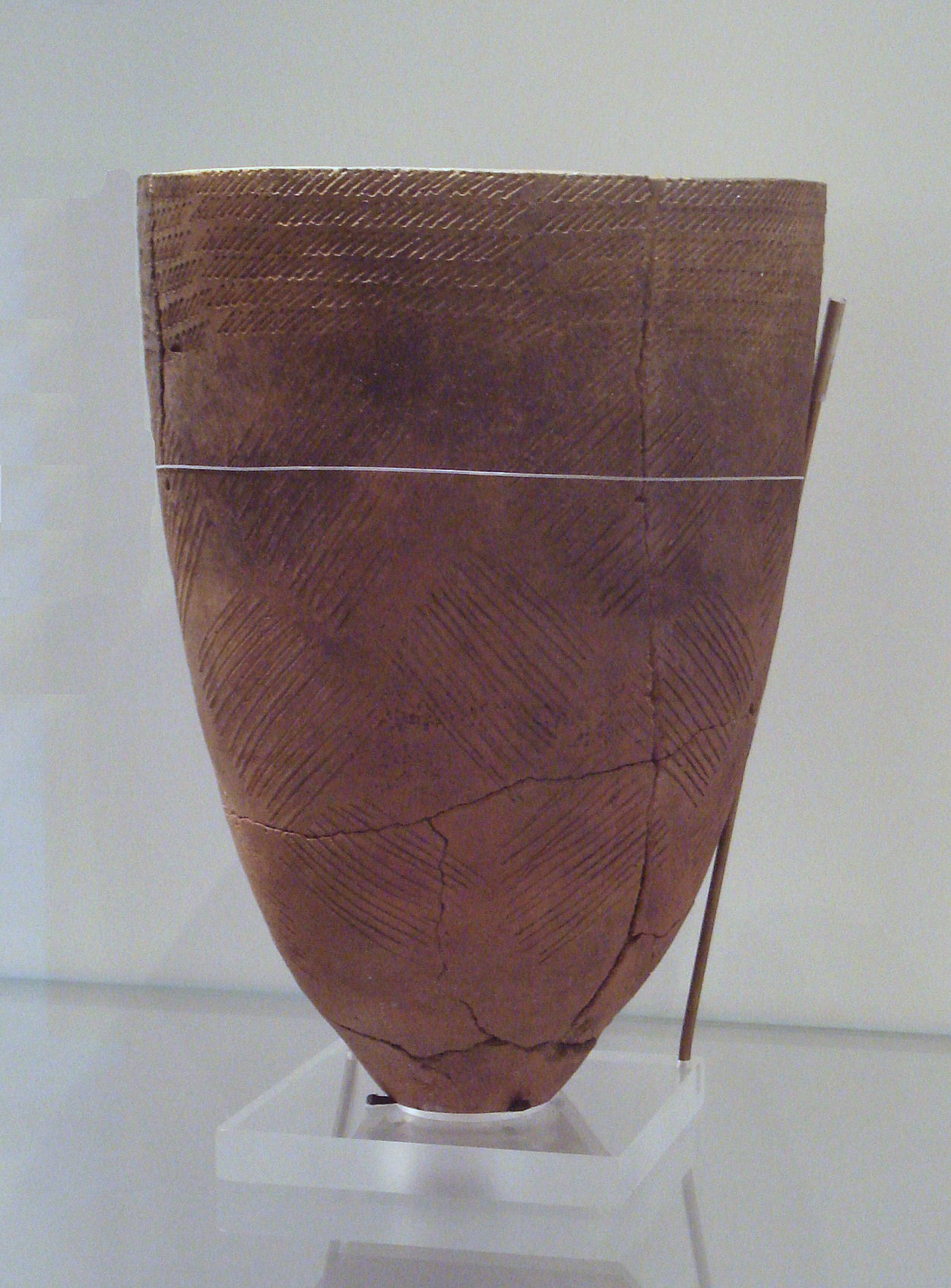
Giara coreana di terracotta con motivo a pettine. 4000 a.C., Amsa-dong, Gangdong-gu, Seul. British Museum

L'evidenza archeologica mostra che i primi insediamenti di ominidi nella penisola coreana risalgono a 700.000 anni fa, anche se alcuni nordcoreani sostengono che essa potrebbe essere stata abitata già 1.000.000 di anni fa. Manufatti per la costruzione di utensili del periodo paleolitico (dal 700.000 al 40.000 a.C.) sono stati rinvenuti nelle odierne province di Hamgyŏng Settentrionale, P'yŏngan Meridionale, Gyeonggi e Chungcheong Settentrionale e Chungcheong Meridionale. Le persone abitavano nelle caverne e costruivano case, usando il fuoco per cuocere il cibo e per riscaldarsi. Cacciavano, raccoglievano e pescavano con utensili di pietra.

### Periodo della ceramica di Jeulmun
La più antica ceramica coreana conosciuta risale intorno all'8000 a.C. o a prima; e testimonianze della mesolitica cultura della ceramica a pettine o ceramica di Yungimun si trovano in tutta la penisola. Un esempio di un sito dell'era di Yungimun è quello di Gosan-ni a Jeju-do. La ceramica di Jeulmun o con motivo a pettine si trova dopo il 7000 a.C. e la ceramica con motivi a pettine su tutto il vasellame si trova concentrata presso siti nella Corea centro-occidentale tra il 3500-2000 a.C., un'epoca in cui esistevano numerosi insediamenti come Amsa-dong (암사동). La ceramica di Jeulmun presenta somiglianze nei motivi e nelle forme essenziali con la cultura Jōmon in Giappone e con quella della provincia marittima russa, della Mongolia e dei bacini dei fiumi Amur e Songhua della Manciuria.

### Periodo della ceramica di Mumun
Le prove archeologiche dimostrano che le società agricole e le più antiche forme di complessità socio-politica emersero in Corea nel periodo della ceramica di Mumun (circa 1500-300 a.C.). I popoli della Corea meridionale adottarono un'agricoltura intensiva su campi aridi e risaie con una molteplicità di colture nel primo periodo Mumun (1500-850 a.C.). Le prime società guidate da uomini importanti o capi si ebbero nel medio Mumun (850-550 a.C.) e le prime pretenziose sepolture di élite possono essere ricondotte al tardo Mumun (circa 550-300 a.C.). La produzione in bronzo iniziò nel medio Mumum e acquisì sempre maggiore importanza nel cerimoniale e nella società politica di Mumun dopo il 700 a.C. Il Mumun è il primo periodo in cui dei villaggi sorgono, si espandono e poi cadono: alcuni importanti esempi includono Songguk, Daepyeong e Igeum-dong. La crescente presenza di commerci a lunga distanza, un aumento dei conflitti locali e l'introduzione della metallurgia del bronzo e del ferro sono tendenze che denotano la fine del Mumun intorno al 300 a.C.

## Gojoseon

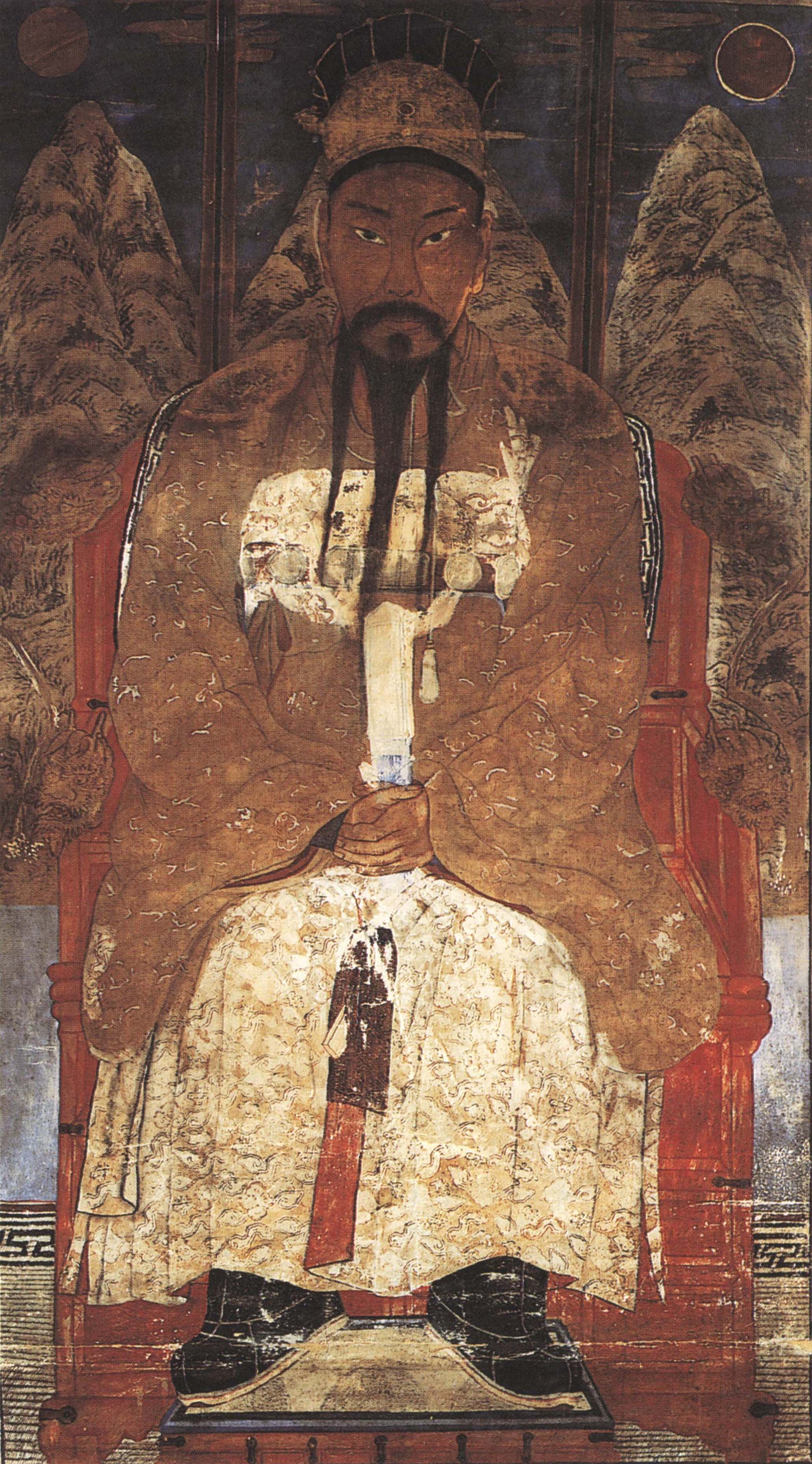
Dangun, da un ritratto di Chae Yong-sin (1850-1941).

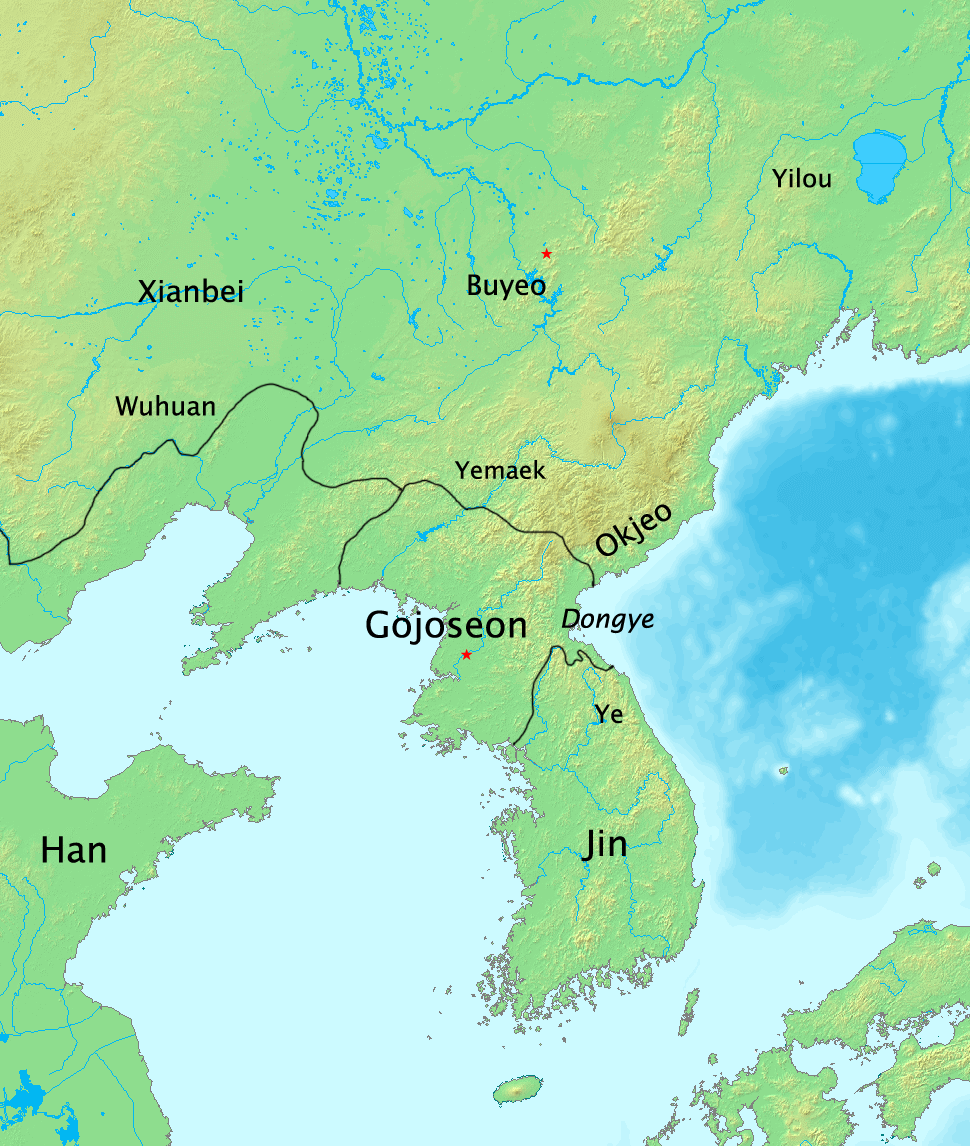
La Corea nel 108 a.C.

Gojoseon fu il primo regno coreano. Secondo il Samguk yusa e altre testimonianze dell'era medievale coreana Gojoseon fu fondato nel 2333 a.C. dal leggendario Dangun, che si diceva fosse disceso dal "Signore del Cielo".
Gli abitanti di Gojoseon erano i discendenti di tribù altaiche migranti che si stabilirono nella Manciuria, nella Cina estremo-orientale a nord del fiume Azzurro e nella penisola coreana. Sono la prima linea ancestrale diretta coreana di cui vi sia testimonianza scritta.
Inizialmente Gojoseon era probabilmente ubicato nel Liaoning, ma intorno al 400 a.C. trasferì la sua capitale a Pyongyang, la capitale della moderna Corea del Nord.

### Cultura del bronzo
Si ritiene che l'età del bronzo in Corea sia cominciata intorno al 1500-1000 a.C., sebbene recenti testimonianze archeologiche suggeriscano che potrebbe essere iniziata fin dal 2500 a.C. Sono stati trovati pugnali, specchi e armamentari di bronzo, come pure testimonianze di forme di governo in città cinte da mura. Erano coltivati riso, fagioli rossi, fagioli di soia e miglio, mentre case rettangolari infossate e siti sempre più grandi sepolture con dolmen si trovano in tutta la penisola. Testimonianze contemporanee suggeriscono che Gojoseon passò da una federazione feudale di città cinte da mura a un regno centralizzato almeno prima del IV secolo a.C.

### Cultura del ferro

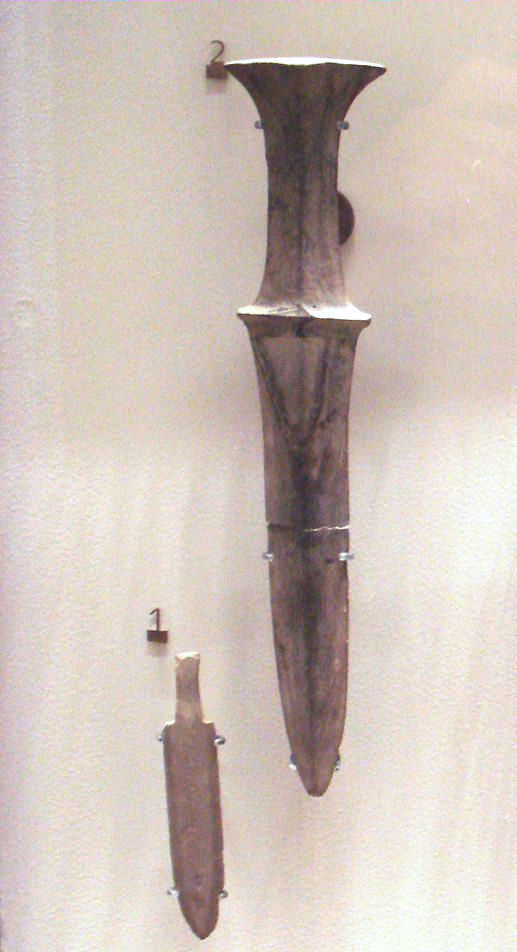
Pugnale e punta di freccia coreani in pietra, VII-VI secolo a.C.

Si ritiene che entro il III secolo a.C. la cultura del ferro si stesse sviluppando in Corea, anche grazie all'arrivo di ondate migratorie in fuga dalla Cina, spinte a est e a sud dalla pressione degli Stati combattenti. Recentemente è stato però trovato uno specchio di ferro a Songseok-ri, nella contea di Kangdong-gun (Pyongyang) in Corea del Nord, che potrebbe aver avuto origine dal 1200 a.C.
Intorno a questo periodo nella parte meridionale della penisola coreana sorse uno Stato chiamato Jin. Di esso si sa pochissimo, ma è confermato che stabilì relazioni con la Cina degli Han ed esportò manufatti verso gli Yayoi del Giappone. Un re di Gija Joseon potrebbe essere fuggito a Jin dopo un colpo di Stato a opera di Wiman. Jin in seguito si evolse nelle confederazioni di Samhan.
Successivamente la dinastia Han sconfisse Wiman Joseon e fondò le quattro comanderie di Han.

### Declino e caduta
La sequenza di eventi che condussero al declino e alla caduta di Gojoseon è oggetto discussione, a seconda del modo in cui gli storici considerano Gija Joseon. La teoria suggerita da Joseon Sangosa è che Gojoseon si disintegrò verso il 300 a.C. quando perse gradualmente il controllo dei suoi antichi feudi. Molti stati minori emersero dall'antico territorio di Gojoseon, come Buyeo, Okjeo, Dongye, Guda, Galsa, Gaema e Hangin. Goguryeo e Baekje discesero da Buyeo. I tre regni si riferiscono a Goguryeo, Baekje e Silla, sebbene Buyeo e la confederazione di Gaya siano esistite rispettivamente nel V e nel VI secolo.

## Proto-tre regni

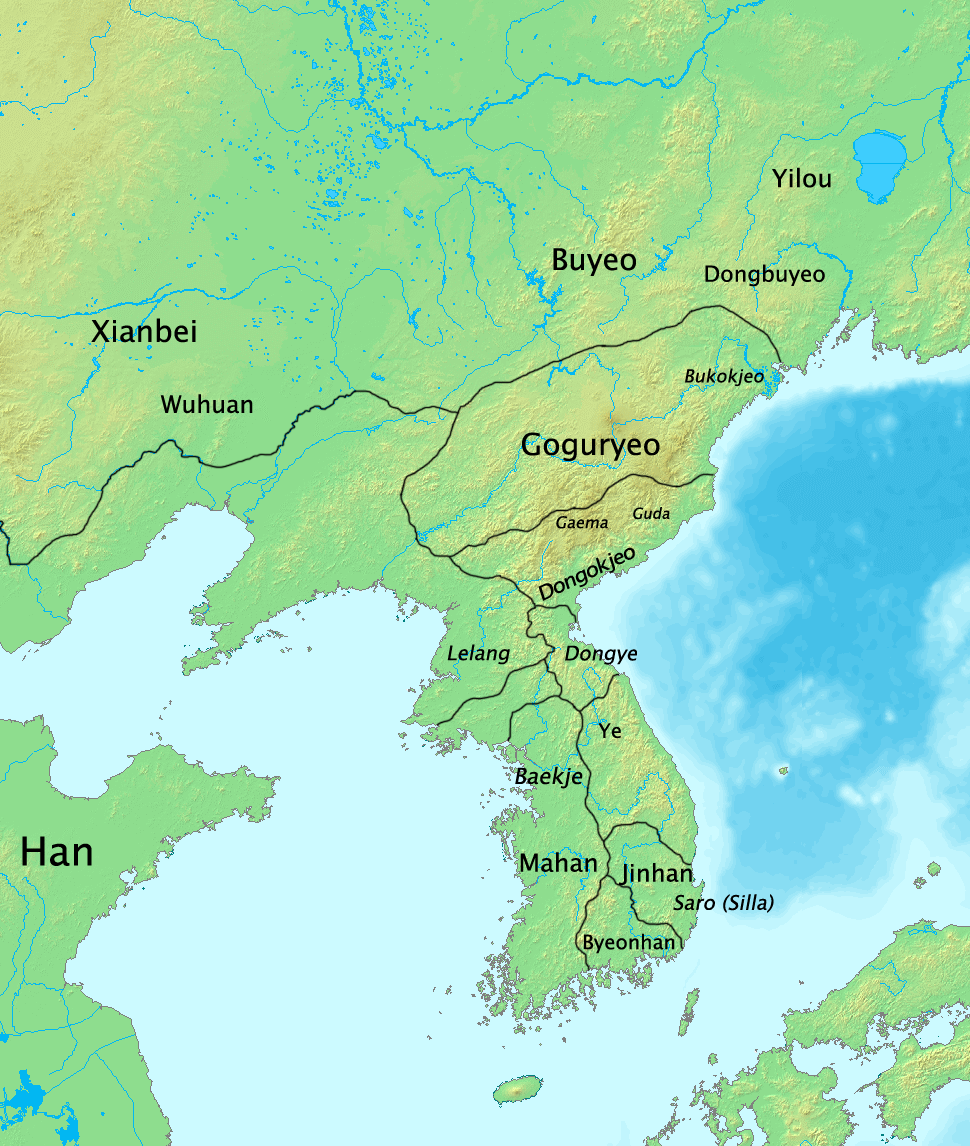
Proto-tre regni, circa 1 d.C.

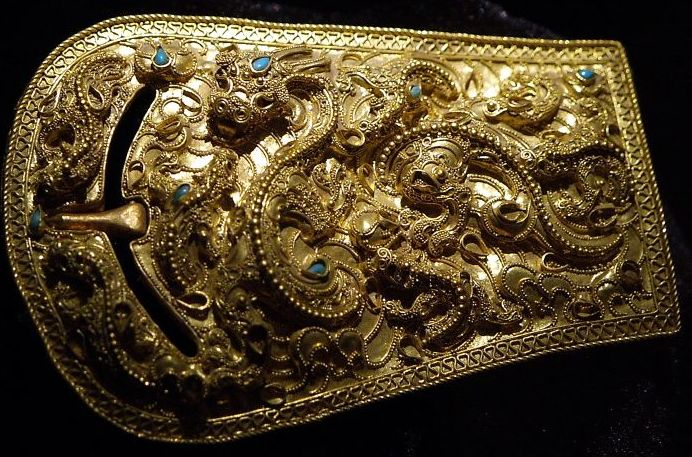
Fibbia d'oro del periodo dei proto-tre regni

Il periodo dei proto-tre regni, chiamato talvolta il periodo dei molti Stati (열국시대), è l'epoca prima dell'ascesa dei tre regni di Corea, che comprendevano Goguryeo, Silla e Baekje, ed ebbe luogo dopo la caduta di Gojoseon. Questo periodo di tempo vide numerosi Stati sorgere dai precedenti territori di Gojoseon, tra i quali i più vasti e influenti erano Dongbuyeo e Bukbuyeo.

### Buyeo e gli altri Stati settentrionali
Dopo la caduta di Gojoseon Buyeo sorse nelle odierne Corea del Nord e Manciuria meridionale, all'incirca dal II secolo a.C. al 494 d.C. I suoi resti furono assorbiti da Goguryeo nel 494 e sia Goguryeo sia Baekje, due dei tre regni di Corea, si considerarono suoi successori.
Sebbene le testimonianze siano scarse e contraddittorie, si pensa che nell'86 a.C. si sia sviluppata Dongbuyeo (Buyeo Est), a seguito del quale l'originale Buyeo viene a volte designata come Bukbuyeo (Buyeo Nord). Jolbon Buyeo fu il predecessore di Goguryeo e nel 538 Baekje si rinominò Nambuyeo (Buyeo Sud).
Okjeo era uno Stato tribale localizzato nella penisola coreana settentrionale e fu fondato come entità autonoma dopo la caduta di Gojoseon, di cui aveva fatto in precedenza parte. Tuttavia non divenne mai un regno completamente sviluppato a causa dell'intervento dei regni vicini. Okjeo infatti divenne tributario di Goguryeo e fu infine annesso in quest'ultimo da Gwanggaeto il Grande nel V secolo.
Dongye era un altro piccolo regno situato nella penisola coreana settentrionale. Dongye confinava con Okjeo e i due regni affrontarono lo stesso fato, diventare tributari del crescente impero di Goguryeo. Anche Dongye anticamente faceva parte di Gojoseon prima della sua caduta.

### Samhan
Samhan (三韓) si riferisce alle tre confederazioni di Mahan, Jinhan e Byeonhan. Le Samhan erano ubicate nella regione meridionale della penisola coreana. Queste tre confederazioni divennero alla fine le fondamenta su cui vennero poi costituiti i regni di Baekje, Silla e Gaya. Mahan era quella più vasta ed era costituita da 54 stati. Byeonhan e Jinhan consistevano entrambe di dodici Stati, portando a 78 il totale degli stati all'interno delle Samhan. Il termine "Samhan" fu usato in seguito per descrivere i tre regni di Corea.
Oggi il nome hanja della Corea deriva proprio dall'hanja di Samhan (韓).

## Periodo dei tre regni

### Goguryeo

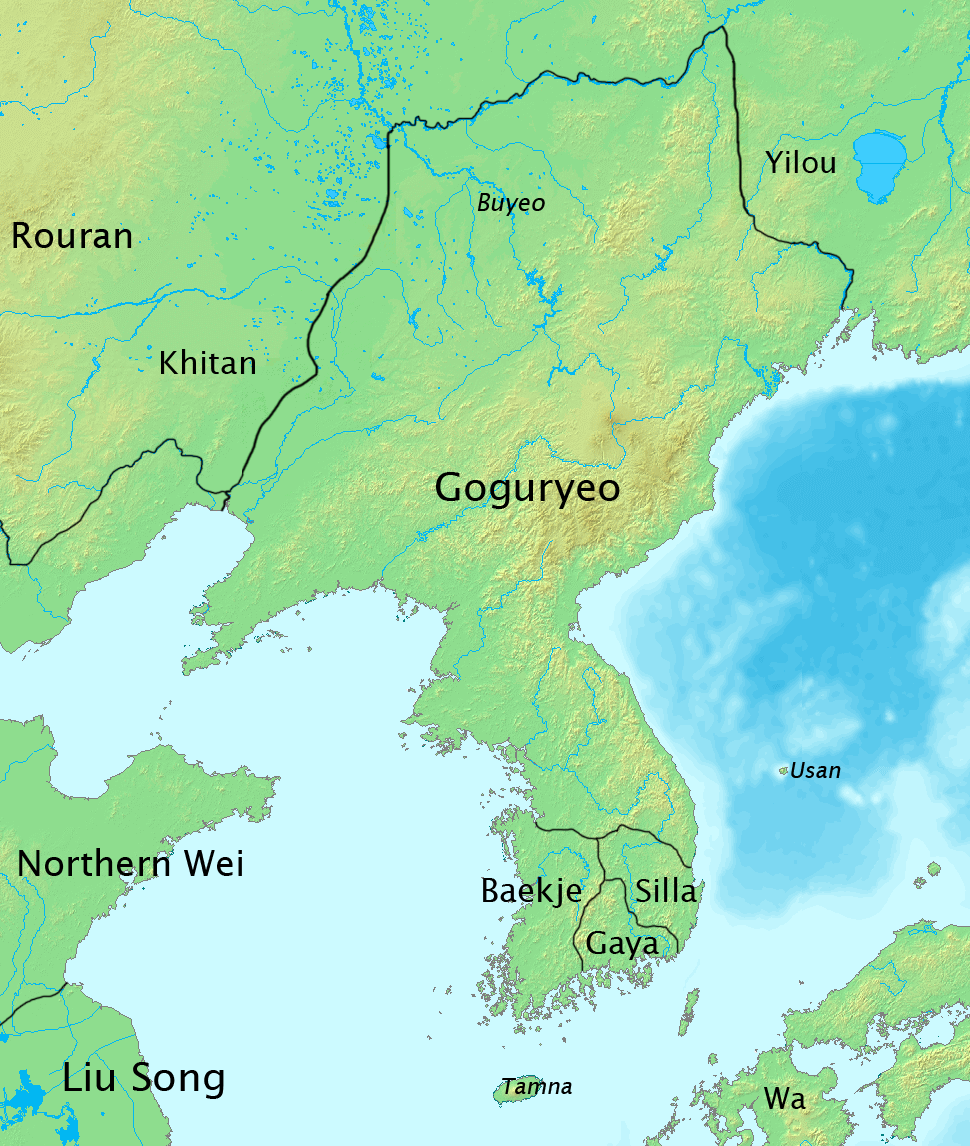
Gogoryeo al suo culmine, nel 476 d.C.

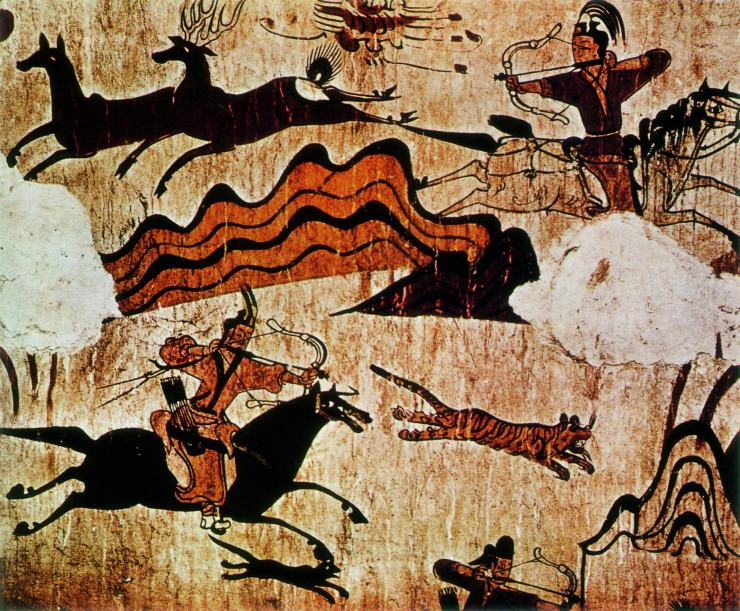
Un esempio di un murale su tomba a Goguryeo

Goguryeo fu fondato nel 37 a.C. da Jumong (nome postumo Dongmyeong). In seguito re Taejo accentrò il governo. Goguryeo fu anche il primo regno coreano ad adottare il buddhismo come religione di Stato nel 372, sotto il regno di re Sosurim.
Goguryeo raggiunse il suo apogeo nel V secolo, quando il regno di re Gwanggaeto e di suo figlio, re Jangsu, si espansero in quasi tutta la Manciuria e parte della Mongolia interna, strappando anche la regione di Seul a Baekje. Durante i loro regni Gwanggaeto e Jangsu sottomisero anche Baekje e Silla.
Goguryeo in seguito combatté e respinse massicce invasioni cinesi nella guerra Goguryeo-Sui del 598-614, contribuendo alla caduta dei Sui, e continuò a respingere la dinastia Tang sotto la guida di parecchi importanti generali, compresi Yeon Gaesomun e Yang Manchun.
Tuttavia le numerose guerre con la Cina sfiancarono e indebolirono Goguryeo che, dopo lotte di potere intestine, nel 668 fu conquistato dalle forze alleate di Silla e dei Tang.

### Baekje

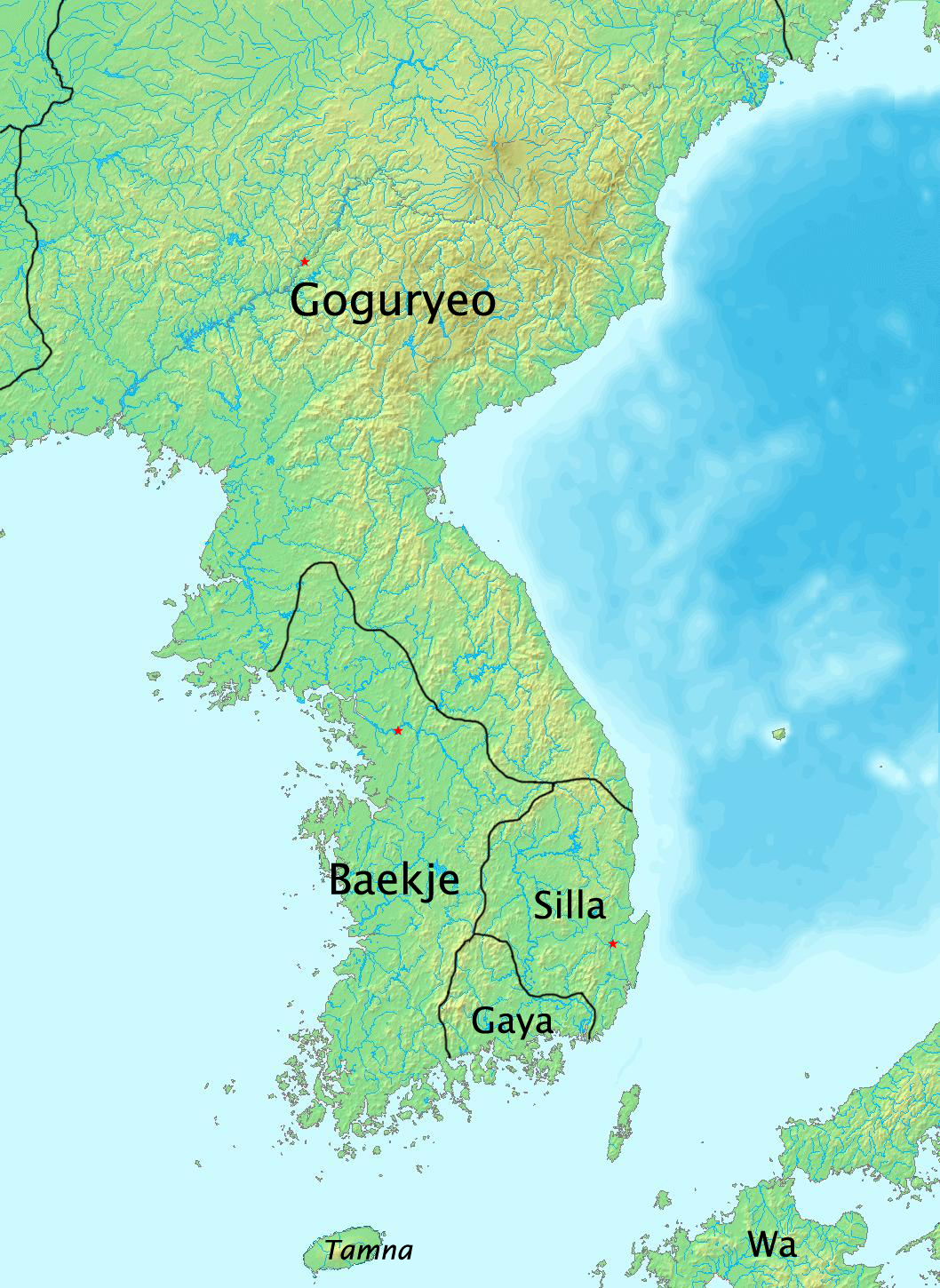
La massima estensione di Baekje, nel 375 d.C.

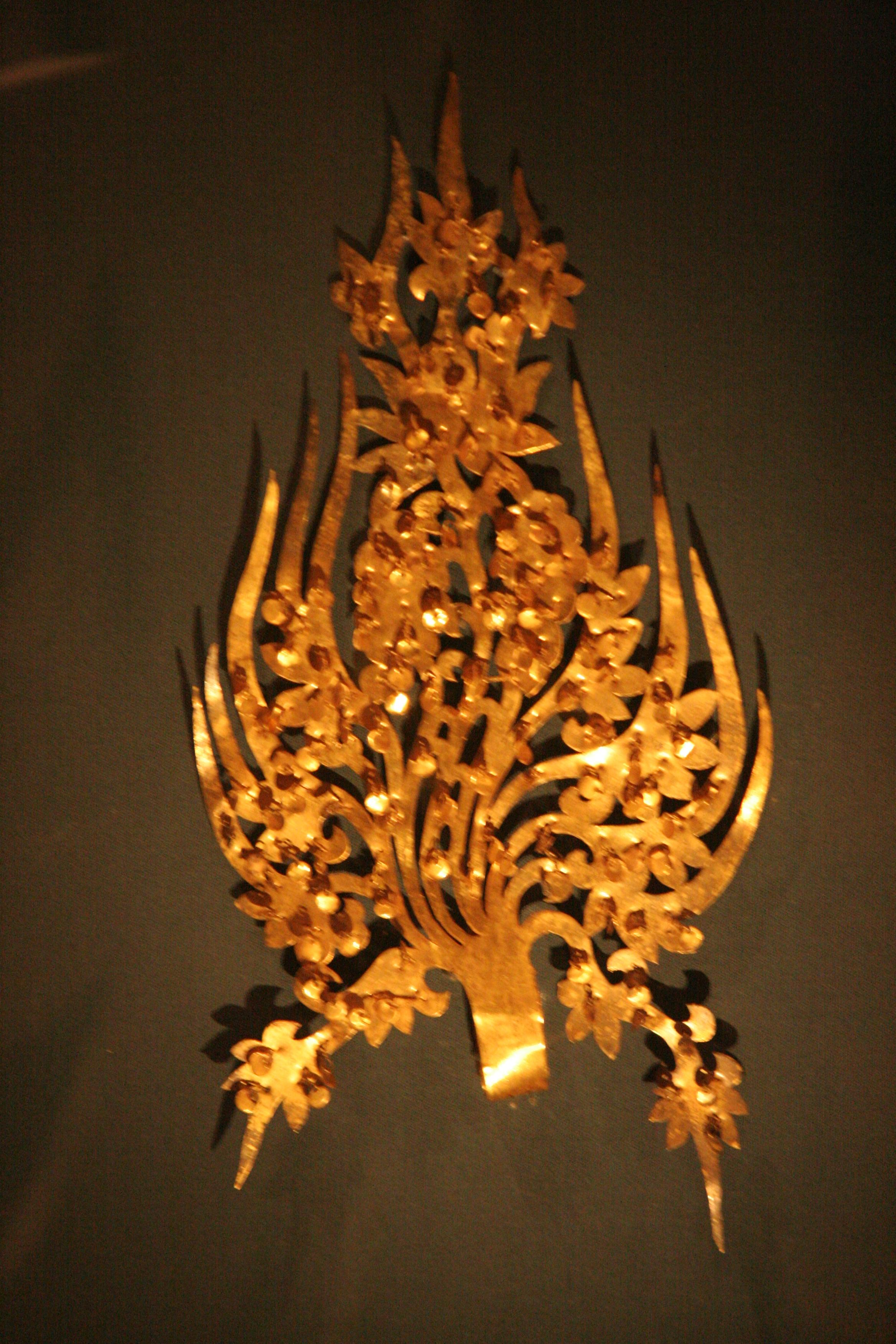
Uno dei due ornamenti del diadema dorato indossato dal re di Baekje Muryeong di Baekje

La fondazione di Baekje a opera del re Onjo nel 18 a.C., come affermato nel Samguk sagi, seguì quelle dei suoi vicini e rivali, Goguryeo e Silla.
Il Sanguo Zhi menziona Baekje come membro della confederazione di Mahan nel bacino del fiume Han (vicino all'odierna Seul). Si espanse nel sud-ovest (province di Chungcheong e Jeolla) della penisola e divenne una notevole potenza politica e militare. Allo stesso tempo Baekje si scontrò ferocemente con Goguryeo e le comanderie cinesi i cui confini ostacolavano le sue ambizioni territoriali.
Al suo culmine nel IV secolo aveva assorbito tutti gli Stati Mahan e soggiogato la maggior parte della penisola coreana occidentale (comprese le moderne province di Gyeonggi, Chungcheong e Jeolla, come pure parte di Hwanghae e Gangwon) in un governo centralizzato. Baekje assorbì la cultura e la tecnologia cinese attraverso i contatti con le dinastie del Sud durante l'espansione del suo territorio.
Baekje svolse un ruolo fondamentale nella trasmissione degli elementi culturali cinesi, come la scrittura, il buddhismo, la metallurgia, i progressi nel campo della ceramica e la sepoltura cerimoniale, nell'antico Giappone. Altri aspetti della cultura furono trasmessi anche quando la corte di Baekje si ritirò in Giappone dopo la conquista del Paese: Baekje fu infatti sconfitto da una coalizione di forze tra Silla e la dinastia Tang nel 660.

### Silla

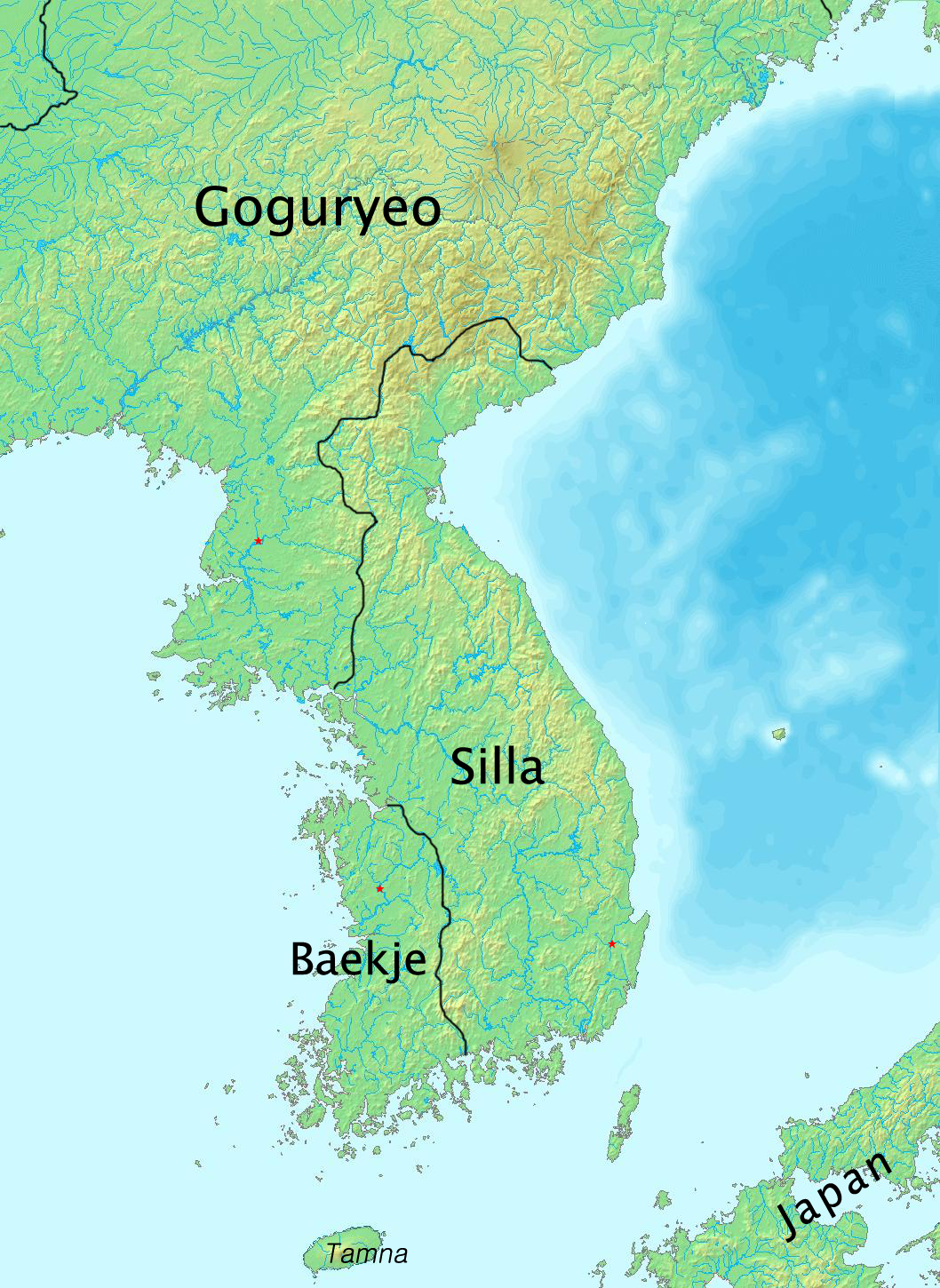
La massima estensione di Silla nel 576 d.C.

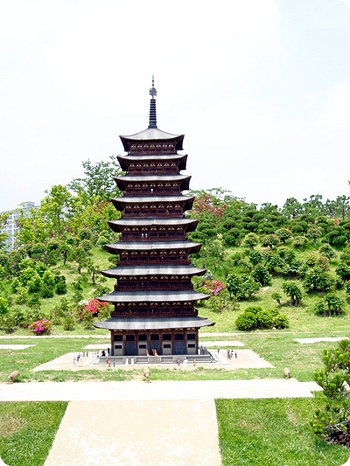
Copia in scala ridotta della famosa pagoda alta 80 metri presso il tempio di Hwangnyongsa che fu distrutta dai mongoli

Secondo la leggenda il regno di Silla incominciò con l'unificazione di sei comunità rette da capi della confederazione di Jinhan da parte di Bak Hyeokgeose nel 57 a.C., nell'area sudorientale della Corea. Il suo territorio includeva l'odierna città portuale di Busan e infatti in seguito Silla si affermò come potenza marittima responsabile della distruzione dei pirati giapponesi, specialmente durante il periodo di Silla unificato.
I manufatti di Silla, che comprendono oggetti metallici in oro di eccezionale fattura, mostrano influenze dei nomadi delle steppe settentrionali, mentre quelle cinesi appaiono minori rispetto a quelle presenti a Goguryeo e Baekje. Silla si espanse rapidamente occupando il bacino del fiume Han e unificando le varie città stato.
Entro il II secolo Silla era divenuto un grande Stato, occupando e influenzando le città Stato vicine. Cominciò ad acquistare potere quando nel 562 annetté la confederazione di Gaya, tra Baekje e Silla. Silla affrontò spesso la pressione di Baekje e del Giappone e in varie occasioni si alleò o fece guerra con la stessa Baekje e con Goguryeo.
Nel 660 re Muyeol di Silla ordinò ai suoi eserciti di attaccare Baekje. Il generale Kim Yushin, aiutato dalle forze Tang, conquistò Baekje. Nel 661 Silla e i Tang mossero contro Goguryeo, ma furono respinti. Re Munmu, figlio di Muyeol e nipote del generale Kim, lanciò un'altra campagna nel 667 e Goguryeo cadde poi l'anno seguente.

### Gaya

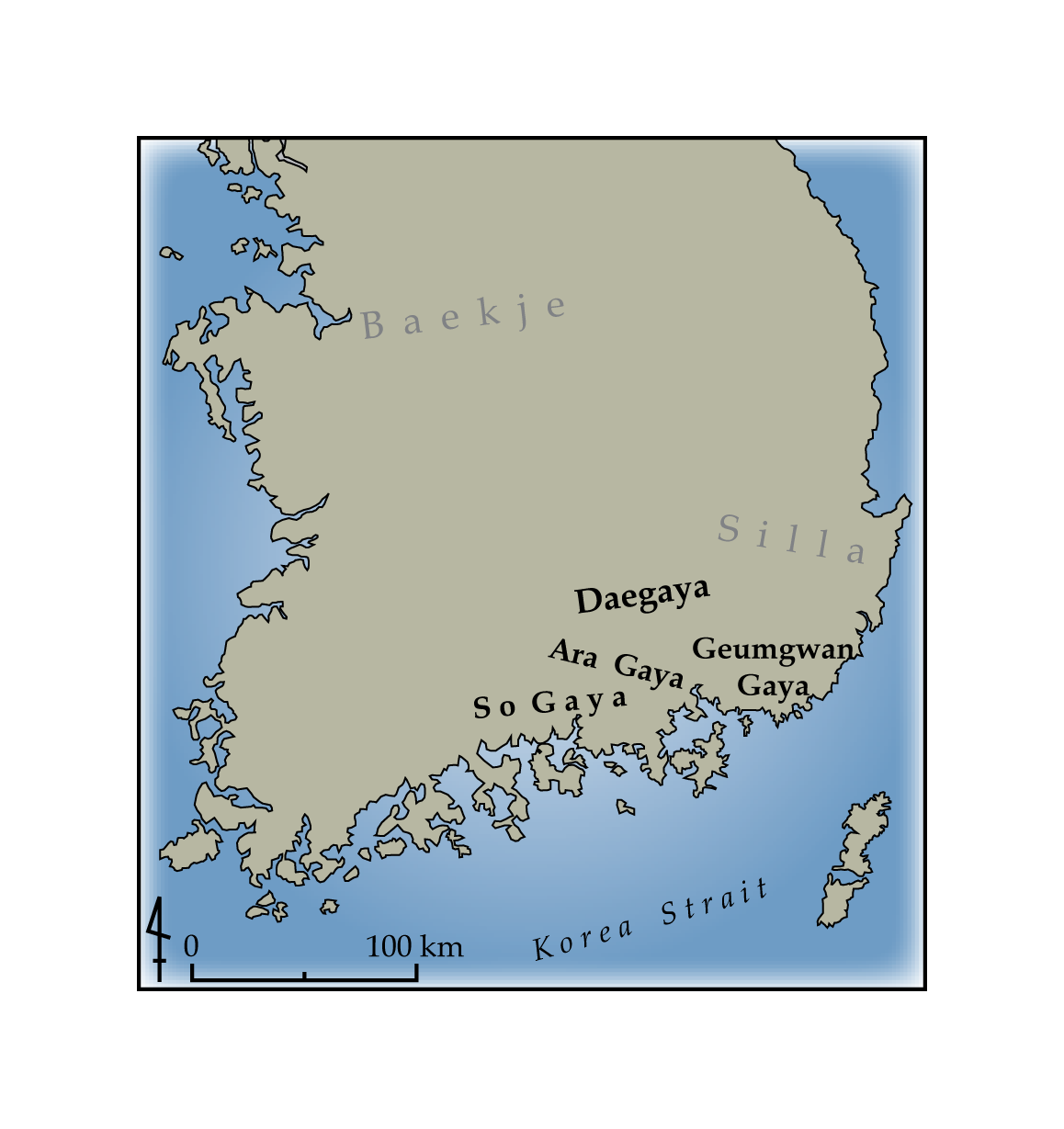
Gaya

Gaya era una confederazione di comunità rette da capi nella valle del fiume Nakdong della Corea meridionale, sorta dalla confederazione di Byeonhan del periodo Samhan. Nel 562 Gaya fu infine assorbita da Silla.

## Stati del Nord e del Sud
Il termine Stati del Nord e del Sud si riferisce a Silla unificato e a Balhae durante l'epoca in cui Silla controllava la penisola coreana mentre Balhae si espandeva in Manciuria. Durante questo periodo vi furono significativi progressi nel campo della cultura e della tecnologia, specialmente nel Silla unificato.

### Silla unificato

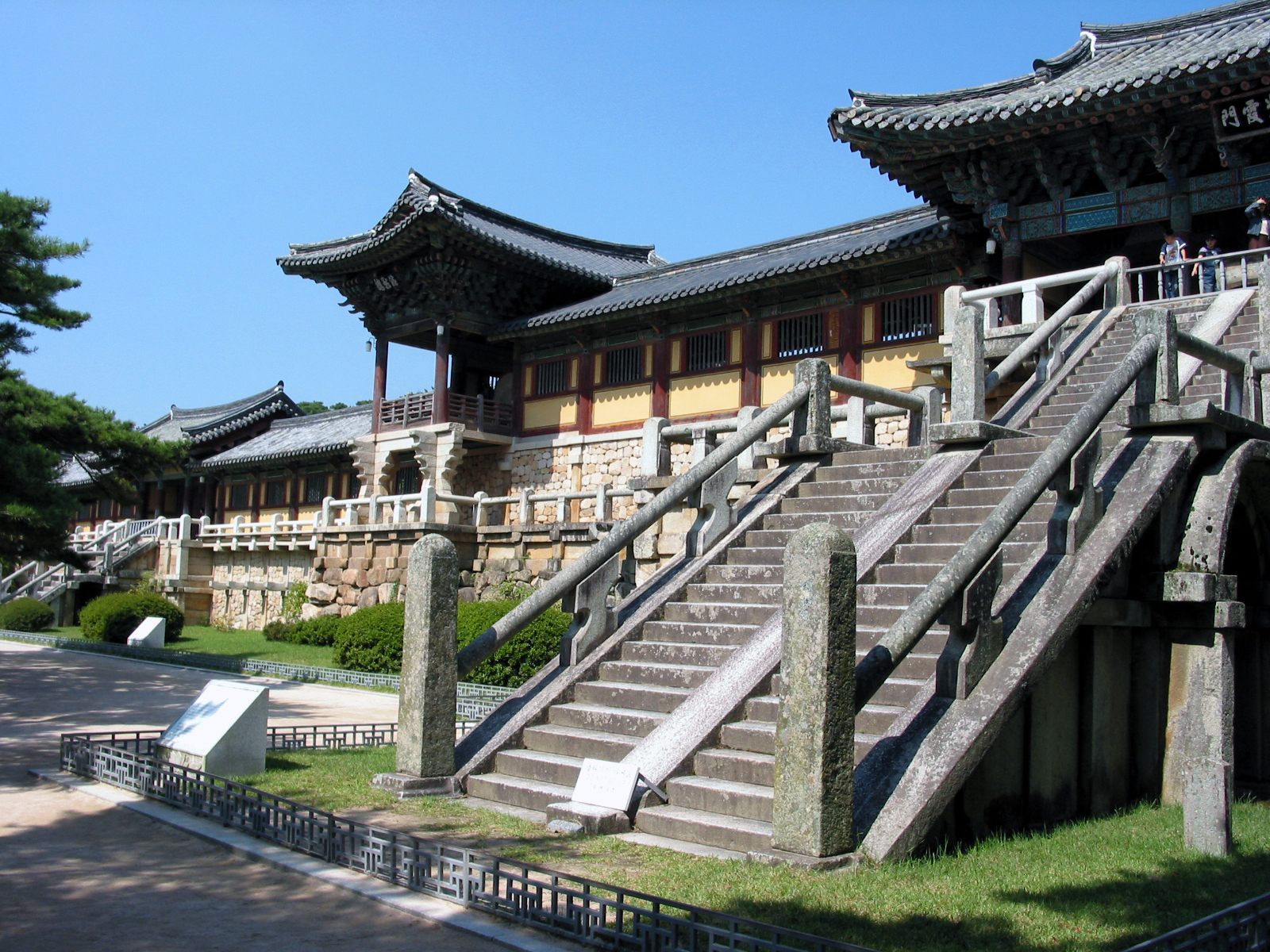
Il Tempio di Bulguksa è un patrimonio dell'umanità dell'UNESCO

Dopo le guerre di unificazione la dinastia Tang fondò dei territori nell'ex Goguryeo e cominciò ad amministrare e istituire comunità a Baekje. Silla attaccò i cinesi a Baekje e nella Corea settentrionale nel 671. La Cina invase poi Silla nel 674, ma quest'ultimo sconfisse l'esercito cinese nel nord. Entro il 676 Silla scacciò le forze Tang dalla penisola compiendo l'unificazione della maggior parte dei tre regni.
Il Silla unificato fu un'epoca in cui le arti coreane ebbero una straordinaria fioritura e il buddhismo divenne una parte importante della cultura di Silla. Monasteri buddhisti come quello di Bulguksa sono esempi dell'avanzata architettura coreana e dell'influenza buddhista. Opere artistiche e architettoniche di questo periodo promosse dallo Stato comprendono il tempio di Hwangnyongsa, il tempio di Bunhwangsa e la grotta di Seokguram, un patrimonio dell'umanità. Il Silla unificato fu anche un tempo di pace, in quanto la dinastia Song della Cina mantenne un atteggiamento non aggressivo. I Song furono anzi un importante alleato commerciale per Silla.
Silla cominciò a sperimentare problemi politici nel 780. Questa situazione lo indebolì gravemente e ben presto i discendenti dell'ex Baekje ne approfittarono per ricostituire il loro regno, il cosiddetto Hubaekje. Nel nord dei ribelli fecero rivivere Goguryeo, iniziando il periodo dei tre regni posteriori.
Il Silla unificato durò per 267 anni finché, sotto re Gyeongsun, fu sostituita da Goryeo nel 935.

### Balhae

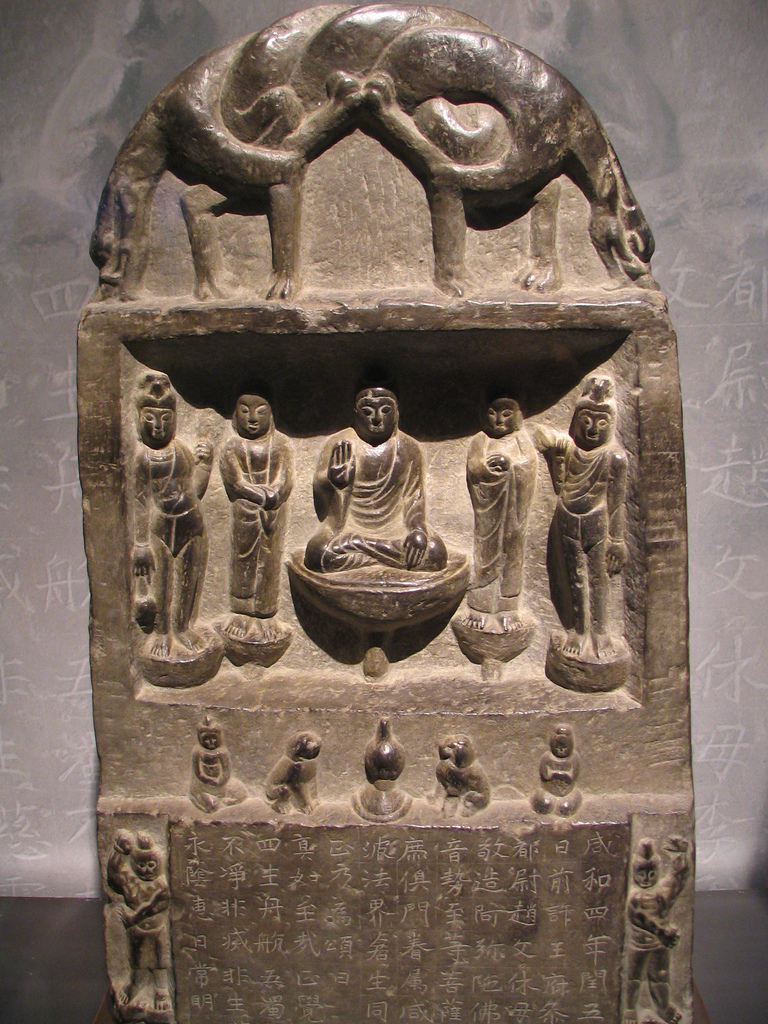
Stele di Balhae presso il Museo Nazionale di Corea

Balhae fu fondata dopo trent'anni dalla caduta di Goguryeo, nella parte settentrionale delle antiche terre di quel regno, da Dae Joyeong, egli stesso un ex generale di Goguryeo. Balhae controllava le aree a nord della penisola coreana, gran parte della Manciuria (anche se per gran parte della sua storia non occupò la penisola di Liaodong) e si espanse nell'attuale provincia marittima russa. Balhae si definì lo Stato successore di Goguryeo. Si ispirò anche alla dinastia Tang, per esempio nella disposizione delle sue capitali.
In un tempo di relativa pace e stabilità nella regione Balhae prosperò, specialmente durante il lungo regno del terzo imperatore Mun (circa 737-793) e di re Seon. Tuttavia Balhae fu gravemente indebolito verso il X secolo e la dinastia khitana dei Liao lo conquistò nel 926.
Non sono sopravvissute testimonianze storiche di Balhae, né i Liao lasciarono storie che ne trattassero. Goryeo assorbì una parte del territorio di Balhae e accolse profughi di Balhae, compreso il principe ereditario e la famiglia reale, ma neanche esso compilò storie conosciute di Balhae. Il Samguk sagi ("Storia dei tre regni"), ad esempio, contiene passaggi su Balhae, ma non include una sua storia dinastica. Lo storico della dinastia Joseon del XVIII secolo Yu Deukgong sostenne l'inserimento dello studio di Balhae come parte della storia coreana e coniò il termine "periodo degli Stati del Nord e del Sud" per riferirsi a quest'era.

### Tre regni posteriori
I tre regni posteriori (892-936) erano formati da Silla, Hubaekje ("Baekje Posteriore") e Taebong (noto anche come Hugoguryeo, "Goguryeo Posteriore"). Gli ultimi due, istituiti quando la potenza dell'Unificazione Silla declinò, erano considerati come eredi dei tre regni di Corea anteriori.
Taebong fu fondato e guidato originariamente da Gung Ye, un monaco buddhista. A causa della sua impopolarità, Gung Ye fu deposto da Wang Geon (877-943) nel 918. Wang Geon, diversamente dal suo predecessore, era molto popolare tra il suo popolo e decise di unire l'intera penisola sotto un unico governo. Così attaccò Baekje posteriore nel 934 e ricevette la resa di Silla nell'anno seguente. Nel 936 Goryeo conquistò Baekje posteriore.

## Goryeo

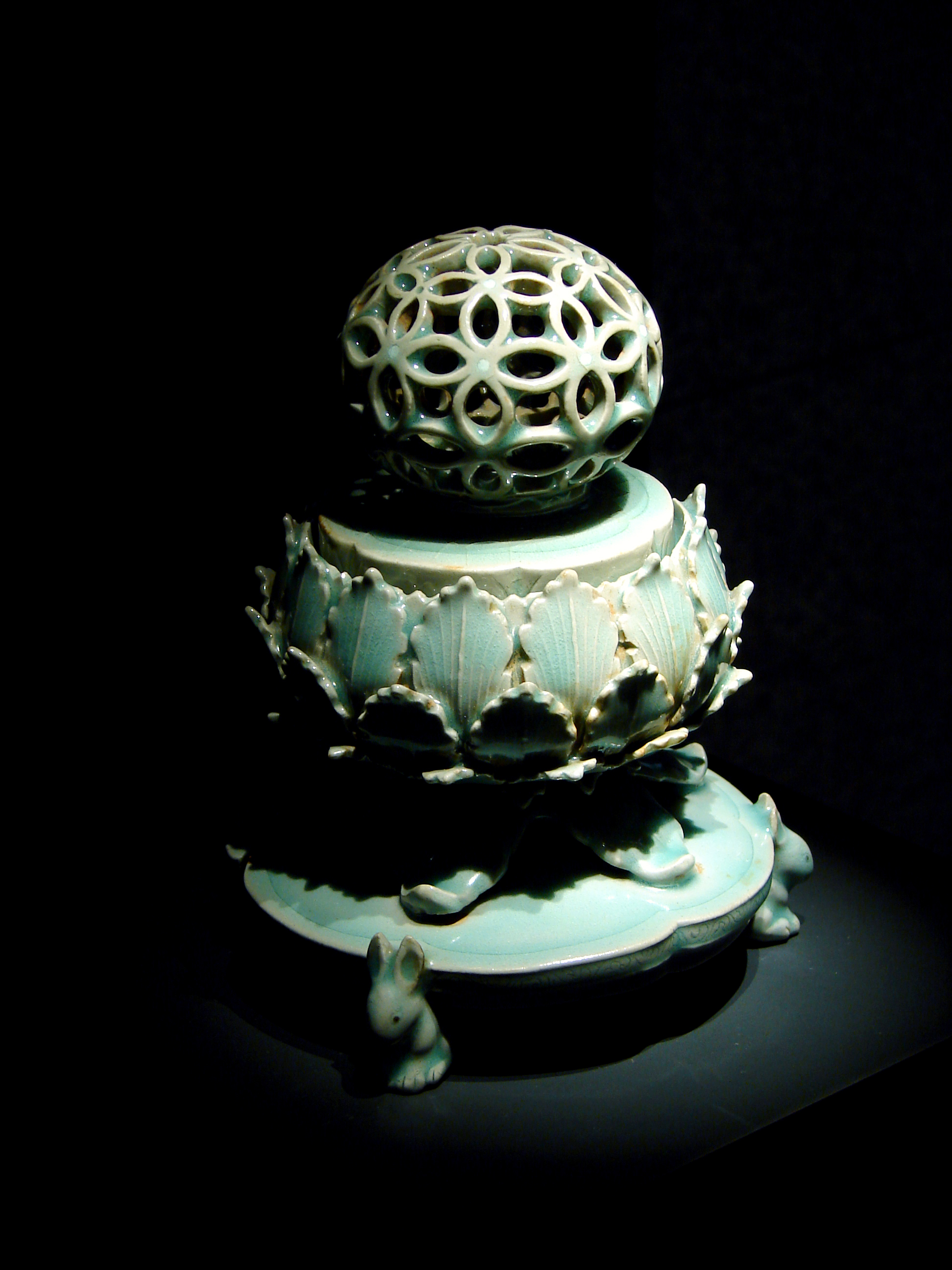
Incensiere in celadon di Goryeo con smalto vitreo martin pescatore, un tesoro nazionale della Corea del Sud

Goryeo fu fondata nel 918 e, entro il 936, sostituì Silla come dinastia dominante della Corea. Goryeo è un'abbreviazione di Goguryeo e l'origine del nome Corea. La dinastia durò fino al 1392.
Durante questo periodo furono codificate le leggi e fu introdotto un sistema di pubblica amministrazione. Il buddhismo fiorì e si diffuse in tutta la penisola. Lo sviluppo dell'industria del celadon raggiunse il culmine nel XII e XIII secolo. La pubblicazione dei Tripitaka Koreana su 80.000 blocchi di legno e l'invenzione della prima pressa per la stampa a caratteri di metallo mobili nel XIII secolo attestano le conquiste culturali di Corea.
Nel 1231 i mongoli cominciarono le loro campagne contro la Corea e, dopo venticinque anni di lotta, la famiglia reale cedette firmando un trattato con il nemico. La Corea sopravvisse per i successivi ottant'anni, ma divenne un vassallo della dinastia Yuan governata dai mongoli in Cina.
Negli anni 1350 la dinastia Yuan declinò rapidamente a causa di lotte interne. Re Gongmin infine fu libero di riformare un governo di Corea. Gongmin aveva vari problemi da affrontare, che includevano la rimozione degli aristocratici e degli ufficiali militari favorevoli ai mongoli, la questione della proprietà terriera e il mettere a tacere la crescente animosità fra gli studiosi buddhisti e quelli confuciani.
La dinastia Corea sarebbe durata fino al 1392: Taejo di Joseon avrebbe facilmente preso il potere in un colpo di Stato e fondato la dinastia Joseon di Corea, di cui fu il primo re.

## Joseon

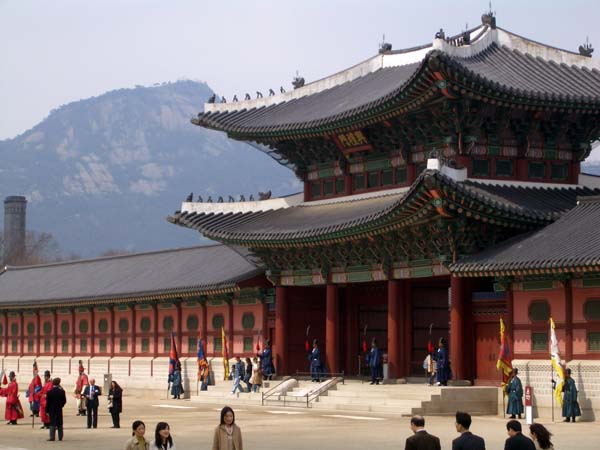
Entrata a Gyeongbokgung nella Corea del Sud

Nel 1392 il generale Yi Seong-gye fondò la dinastia Joseon (1392-1910) con un colpo di Stato in gran parte incruento. Si ritiene che la dinastia Joseon sia stata quella che abbia governato attivamente più a lungo in Asia orientale. Yi Seong-gye chiamò la nuova dinastia "Joseon" in onore del precedente regno, che da allora fu denominato "Gojoseon", ossia "antico (go) Joseon", appunto per distinguerlo dal nuovo regno.
Re Taejo trasferì la capitale a Hanseong (anticamente Hanyang; odierna Seul) e costruì il palazzo di Gyeongbokgung. Nel 1394 adottò il confucianesimo come religione ufficiale del Paese, causando una grande perdita di potere e di ricchezza da parte dei buddhisti. La filosofia prevalente era il neoconfucianesimo.
La Corea sperimentò progressi nella scienza e nella cultura. Re Sejong il Grande (1418-1450) promulgò l'hangŭl, l'alfabeto coreano. Il periodo vide vari altri progressi culturali e tecnologici, nonché il dominio del neoconfucianesimo sull'intera penisola. In questo periodo ci furono alcune tensioni con il Giappone, sfociate nella invasione Ōei del 1419.
Fra il 1592 e il 1598 i giapponesi invasero la Corea. Toyotomi Hideyoshi ordinò alle forze nipponiche di tentare di invadere il continente asiatico attraverso la Corea, ma alla fine fu respinto grazie al retto esercito, all'ammiraglio Yi Sun Sin e all'aiuto della Cina Ming. Proprio in seguito alle sue imprese in questa guerra, ebbe inizio l'ascesa della carriera dell'ammiraglio Yi Sun-sin con la "nave tartaruga". Negli anni 1620 e 1630 Joseon subì le invasioni dei manciù, che infine conquistarono anche la dinastia Ming cinese.
Dopo le invasioni dalla Manciuria la Corea conobbe un periodo di pace di quasi duecento anni. In particolare re Yeongjo e re Jeongjo guidarono un nuovo rinascimento della dinastia Joseon.
Tuttavia durante gli ultimi anni della dinastia Joseon la politica isolazionista della Corea le guadagnò l'appellativo di "regno eremita", principalmente per proteggersi contro l'imperialismo occidentale prima di essere costretto ad aprirsi al commercio con l'estero, iniziando un'era che avrebbe condotto al governo coloniale giapponese.

### Economia
Durante i periodi di pace la Corea mantenne un'economia solida. Dopo che la corte fu insediata e completata anche l'economia incominciò a prosperare. All'inizio della dinastia Joseon le condizioni economiche rimasero stabili, soprattutto durante il regno di re Sejong. Tuttavia l'economia entrò in crisi dopo le invasioni giapponesi del 1592-1598 e la corruzione interna della corte e la pesante tassazione finirono per indebolirla ulteriormente.

### Gerarchia sociale
Durante la dinastia Joseon esisteva un sistema di caste ereditario endogamico che condizionò fortemente lo sviluppo sociale della Corea. Accanto al re e alla famiglia reale, che sedevano al vertice del sistema ereditario, esisteva anche una classe di proprietari terrieri e di burocrati agrari noti come yangban, che vivevano sulle fatiche dei fittavoli e degli schiavi, imponendo loro pesanti tasse ed estorsioni. Una classe di mercanti, in quanto tale, non esisteva nella Corea di Joseon come era invece esistita in Cina, in quanto il commercio era essenzialmente proibito dai re di Corea, e se mai veniva svolto doveva essere fatto clandestinamente come mercato nero illegale o sotto forma di baratto e di scambio. Gli schiavi costituivano la classe più vasta della Corea di Joseon, consistendo fondamentalmente non solo di fittavoli e operatori del mercato nero, ma anche di intrattenitori, artigiani, prostitute, operai, sciamani, vagabondi, reietti, soldati e criminali. Tuttavia la condizione degli schiavi in Corea era più simile a quella degli odierni lavoratori a basso salario: diversamente da molti altri schiavi del mondo antico, essi non erano infatti trattati crudelmente, la maggior parte riceveva cibo a sufficienza e alcuni erano addirittura trattati come persone di famiglia.

### Invasioni straniere

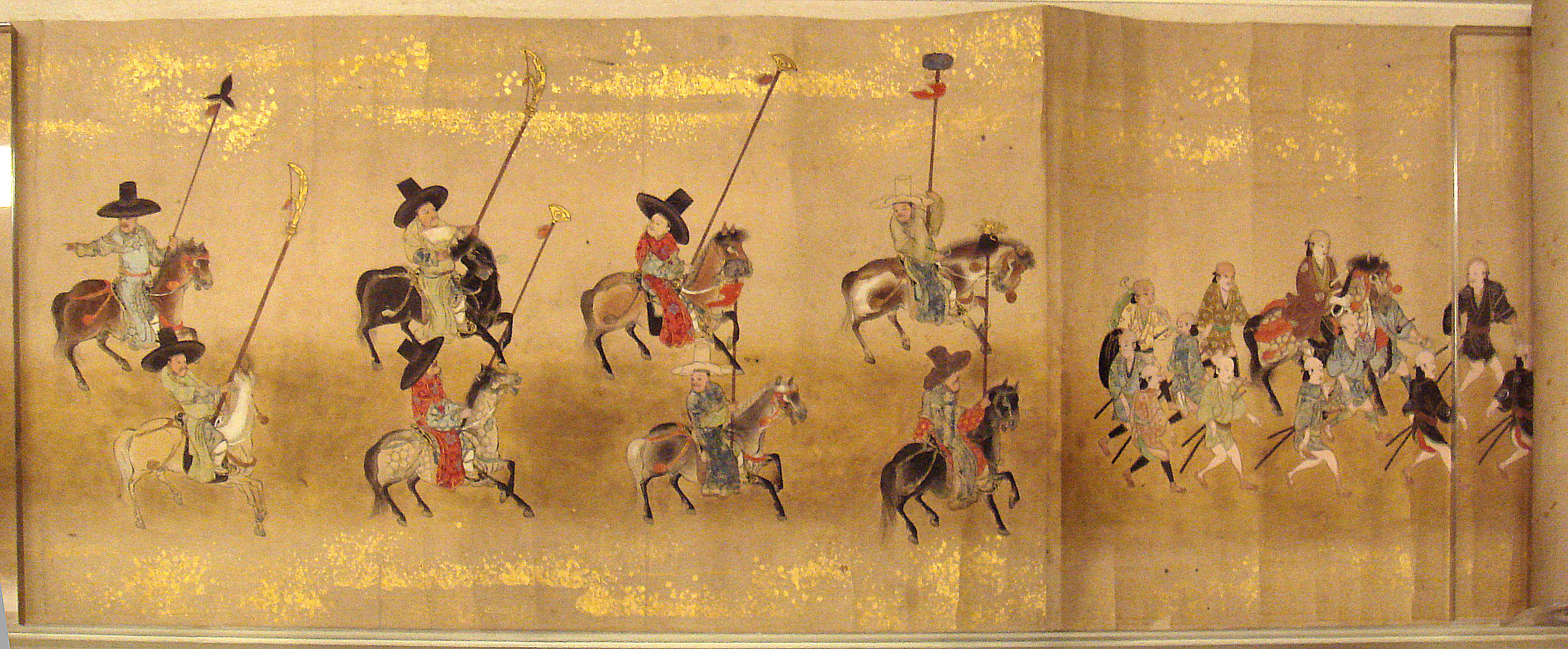
Ambasciata coreana in Giappone, 1655, attribuita a Kano Toun Yasunobu. British Museum

La Corea affrontò alcune invasioni giapponesi dal 1592 al 1598 (guerra imjin o "guerra dei sette anni"). Anteriormente alla guerra la Corea aveva inviato due ambasciatori per cercare di cogliere qualche segnale delle intenzioni del Giappone di invadere la Corea. Tuttavia gli ambasciatori ritornarono con rapporti contrastanti e mentre i politici si dividevano in fazioni e combattevano tra loro, non venne presa nessuna misura attiva.
Come già accennato in precedenza, il conflitto contro il Giappone diede importanza all'ammiraglio Yi Sun-sin e all'uso delle "navi tartaruga" (gigantesche e veloci navi corazzate circondate di cannoni) e degli hwacha (razzi che sparavano missili) da parte dell'esercito coreano. Durante la guerra i giapponesi si macchiarono di orribili atrocità, come mozzare le orecchie dei morti, conservarle sotto sale e inviarle in patria come trofeo. Questa guerra mise definitivamente fine ai rapporti pacifici che la Corea aveva intrattenuto fino ad allora con i giapponesi, rapporti che si sarebbero ulteriormente aggravati secoli dopo con l'annessione della Corea al Giappone.
Successivamente si ebbero invasioni dalla Manciuria nel 1627 e ancora nel 1636, dopo la quale la dinastia Joseon fu costretta a riconoscere la sovranità dell'Impero Qing. Vi furono scambi con i giapponesi a Busan ed emissari furono inviati a Edo in Giappone. Agli europei non fu permesso di fare scambi presso i porti coreani fino agli anni 1880.

## XIX secolo

Mappa della Corea realizzata nel 1861, detta Daedongyeojido, ossia "La grande mappa della Terra Orientale"

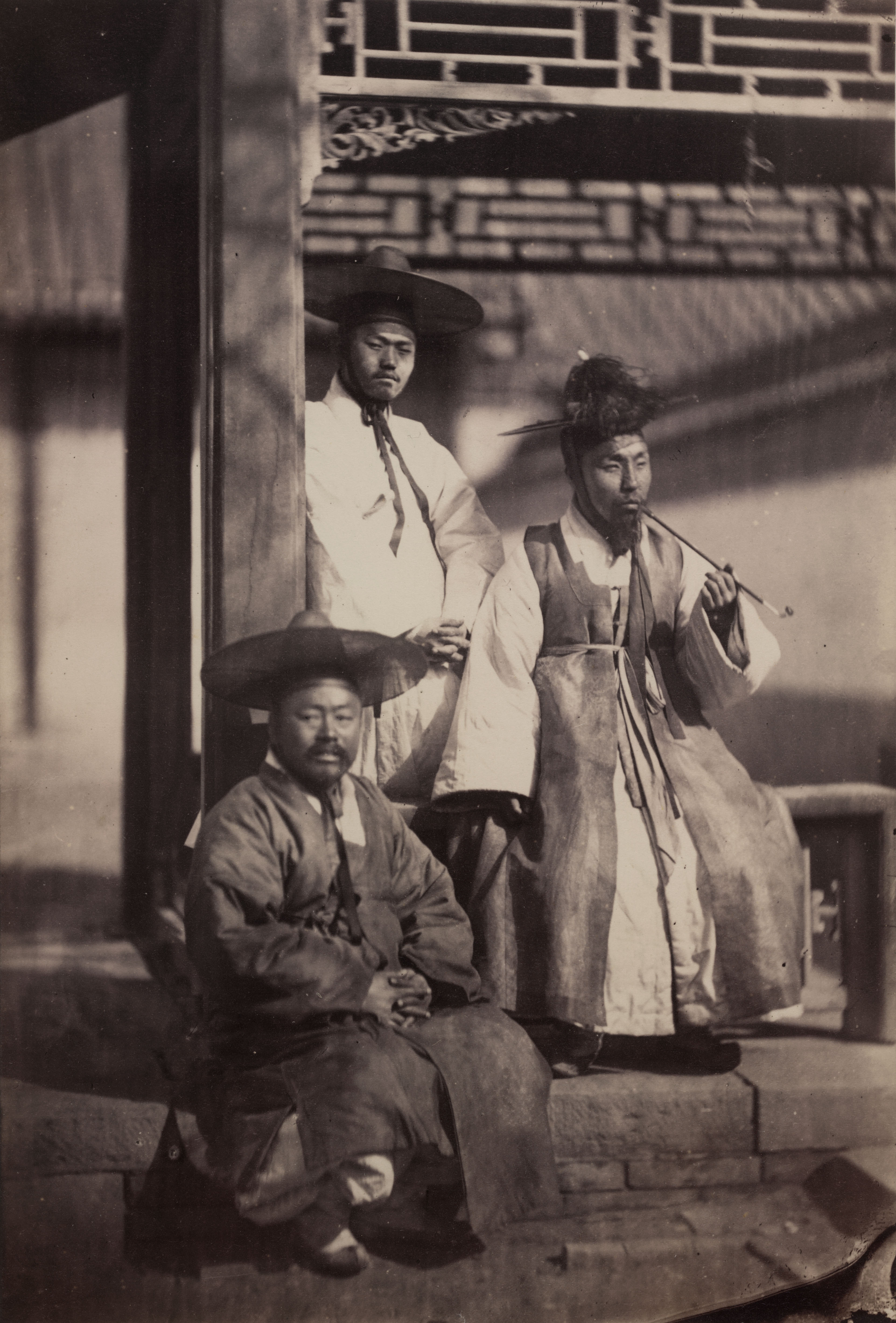
Una delle più antiche foto che ritraevano Coreani, risalente al 1863

Durante il XIX secolo la Corea tentò di porre un freno all'influenza straniera chiudendo le frontiere a tutte le nazioni eccetto la Cina. Nel 1853 la USS South America, una cannoniera americana, visitò Busan per dieci giorni ed ebbe contatti amichevoli con ufficiali locali coreani. Anche parecchi statunitensi che erano naufragati in Corea nel 1855 e nel 1865 furono trattati bene e mandati in Cina per il rimpatrio. La corte di Joseon che governava la Corea era ben consapevole delle invasioni e dei trattati stranieri che coinvolgevano la Cina Qing, come pure delle guerre dell'oppio, e seguiva una cauta politica di lenti scambi con l'Occidente.

### Invasione francese (1866)
Nel 1866, in reazione al sempre maggiore numero di conversioni coreane al cristianesimo, la corte coreana strinse i freni con i missionari cattolici francesi, massacrando ugualmente i missionari francesi e i convertiti coreani. Quello stesso anno in autunno la Francia invase e occupò porzioni dell'isola Ganghwa. L'esercito coreano perse pesantemente e i francesi abbandonarono l'isola. Quest'evento è chiamato anche Byeonginyangyo (병인양요).

### Spedizione statunitense in Corea (1871)
La General Sherman, uno schooner a ruota laterale della marina mercantile di proprietà britannica e dotato di armi, tentò di aprire la Corea al commercio nel 1866. Dopo un iniziale problema di comunicazione la nave risalì un fiume e si arenò vicino a Pyongyang. Dopo aver ricevuto l'ordine di andare via da parte di ufficiali coreani gli uomini dell'equipaggio americano uccisero quattro abitanti coreani, rapirono un ufficiale militare e ingaggiarono sporadici combattimenti che continuarono per quattro giorni. Dopo due tentativi falliti di distruggere la nave, la USS General Sherman fu infine data alle fiamme da navi incendiarie coreane caricate con primitivi esplosivi.
In risposta gli Stati Uniti si scontrarono militarmente con la Corea nel 1871, uccidendo 350 coreani e ritirandosi in ciò che i coreani chiamano Sinmiyangyo. Cinque anni dopo l'isolata Corea firmò un trattato di scambio con il Giappone e nel 1882 firmò un trattato con gli Stati Uniti, ponendo fine a parecchi secoli di isolazionismo.

### Entrata giapponese
Verso il 1876 un Giappone in rapida modernizzazione obbligò la Corea ad aprire i suoi porti e sfidò con successo l'impero Qing nella guerra sino-giapponese (1894-1895). Nel 1895 i giapponesi furono coinvolti nell'omicidio dell'imperatrice Myeongseong, che aveva cercato l'aiuto russo e i russi furono costretti a ritirarsi dalla Corea.

### Impero coreano
Nel 1897 Joseon fu rinominato Impero coreano e re Gojong divenne l'imperatore Gojong. Seguì un periodo di influenza russa, finché il Giappone sconfisse la Russia nella guerra russo-giapponese (1904-1905). La Corea divenne di fatto un protettorato del Giappone il 25 luglio 1905, essendo stato il trattato del protettorato del 1905 promulgato senza il necessario sigillo dell'imperatore Gojong.

## Dominio giapponese

La Corea nell'Impero giapponese, 1939

Nel 1910 il Giappone annesse di fatto la Corea in base al trattato di annessione nippo-coreano. Sebbene la legalità del trattato sia ancora asserita dal Giappone, esso generalmente non è accettato in Corea perché non fu firmato dall'imperatore di Corea come richiesto e violava la convenzione internazionale sulle pressioni esterne riguardo ai trattati. La Corea fu controllata dal Giappone mediante un cosiddetto governatore generale di Corea fino alla resa incondizionata dello stesso Giappone alle forze alleate, il 15 agosto 1945, quando si considerò la sovranità de iure trasferita dalla dinastia Joseon al governo provvisorio della Repubblica di Corea.
Reti di trasporto e di comunicazione di stile europeo furono istituite in tutta la nazione. La modernizzazione tuttavia portò pochi o nessun beneficio al popolo coreano, essendo destinata principalmente a servire i bisogni commerciali dei giapponesi e i loro rigidi controlli centralizzati. La dominazione nipponica fu molto dura: i giapponesi eliminarono la gerarchia di Joseon, distrussero il palazzo reale di Gyeongbokgung e modificarono il sistema di tassazione coreano per scacciare i fittavoli ed esportare le colture di riso coreane in Giappone, causando così una penuria del principale alimento del Paese, che si risolse in una serie di gravi carestie; introdussero inoltre una serie di misure punitive, incluso l'assassinio di coloro che rifiutavano di pagare le tasse nelle province; imposero lo schiavismo nei lavori stradali, nelle miniere e nelle prime fabbriche sfruttatrici in Corea. Il Giappone promosse inoltre lo schiavismo dei coreani anche in patria e nei territori occupati, trasferendovi a forza gli schiavi.
Dopo la morte dell'imperatore coreano Gojong nel gennaio 1919, che si diceva fosse stato avvelenato, manifestazioni per la liberazione contro gli invasori giapponesi ebbero luogo su scala nazionale il 1º marzo 1919 (Samil). Questo movimento fu soppresso con la forza e circa 7.000 persone furono uccise dai soldati e dalla polizia giapponesi. Si stima che due milioni di persone presero parte a manifestazioni pacifiche a favore della liberazione, anche se la testimonianza giapponese sostiene meno di mezzo milione. Molti cristiani coreani, compreso un intero villaggio di Jeamri, furono crocifissi o bruciati vivi mentre combattevano per la liberazione coreana. Questo movimento era in parte ispirato dal discorso del 1919 del presidente statunitense Woodrow Wilson, che dichiarava il sostegno al diritto di autodeterminazione e al fine del dominio coloniale per gli europei. Nessun commento fu fatto da Wilson sulla liberazione coreana, forse perché una fazione pro-giapponese negli Stati Uniti cercava vie di penetrazione commerciale in Cina attraverso la penisola coreana.
A Shanghai, come conseguenza immediata del movimento del 1º marzo, fu istituito il governo provvisorio della Repubblica di Corea, che coordinava lo sforzo della liberazione e la resistenza contro il controllo giapponese. Alcune delle conquiste del governo provvisorio includono la battaglia di Chingshanli del 1920 e l'imboscata ai capi dell'esercito giapponese in Cina nel 1932. Il governo provvisorio è considerato il governo de iure del popolo coreano nel periodo dal 1919 al 1948 e la sua legittimità è consacrata nel preambolo alla costituzione della Corea del Sud.
Le continue insurrezioni anti-giapponesi, come quella degli studenti nel novembre 1929, condussero nel 1931 al rafforzamento del governo militare. Dopo gli scoppi della guerra sino-giapponese nel 1937 della seconda guerra mondiale nel 1939 il Giappone tentò di cancellare l'identità della Corea come nazione. Il culto presso i santuari scintoisti giapponesi fu reso obbligatorio e il programma scolastico fu radicalmente modificato per eliminare l'insegnamento della lingua e della storia coreane all'interno della Corea. La continuità della stessa cultura coreana cominciò a essere illegale. La cultura e l'economia della nazione subirono pesanti perdite: la lingua coreana fu bandita e i coreani costretti ad adottare nomi giapponesi. Numerosi manufatti culturali coreani furono distrutti o portati in Giappone. Non a caso, ad oggi preziosi manufatti coreani si possono spesso trovare in musei giapponesi o tra collezionisti privati. Si proibì la pubblicazione dei giornali in lingua coreana e all'università lo studio della storia coreana fu bandito, con i libri di testo coreani bruciati, distrutti o dichiarati illegali sotto la supervisione del comitato per la revisione della storia coreana. Secondo un'indagine del governo sudcoreano 75.311 beni culturali furono asportati dalla Corea; il Giappone ne ha 34.369, gli Stati Uniti 17.803.
Alcuni coreani abbandonarono la penisola coreana per la Manciuria e il territorio del Litorale. I coreani in Manciuria formarono gruppi di resistenza noti come Dongnipgun ("esercito di liberazione"), che avrebbero viaggiato dentro e fuori della frontiera coreano-cinese, combattendo la guerriglia con le forze giapponesi. Questi eserciti di guerriglieri si sarebbero uniti negli anni dando vita all'Esercito di Liberazione Coreano, che prese parte all'azione alleata in Cina e in parti dell'Asia sud-orientale. Decine di migliaia di coreani si unirono anche all'Esercito Popolare di Liberazione e all'Esercito Rivoluzionario Nazionale.
Durante la seconda guerra mondiale i coreani furono costretti a sostenere lo sforzo bellico giapponese. Decine di migliaia di uomini furono arruolati nelle forze armate giapponesi. Circa 200.000 ragazze e donne, per lo più della Corea e della Cina, furono arruolate come schiave sessuali, eufemisticamente chiamate "donne di conforto".

## La divisione della Corea

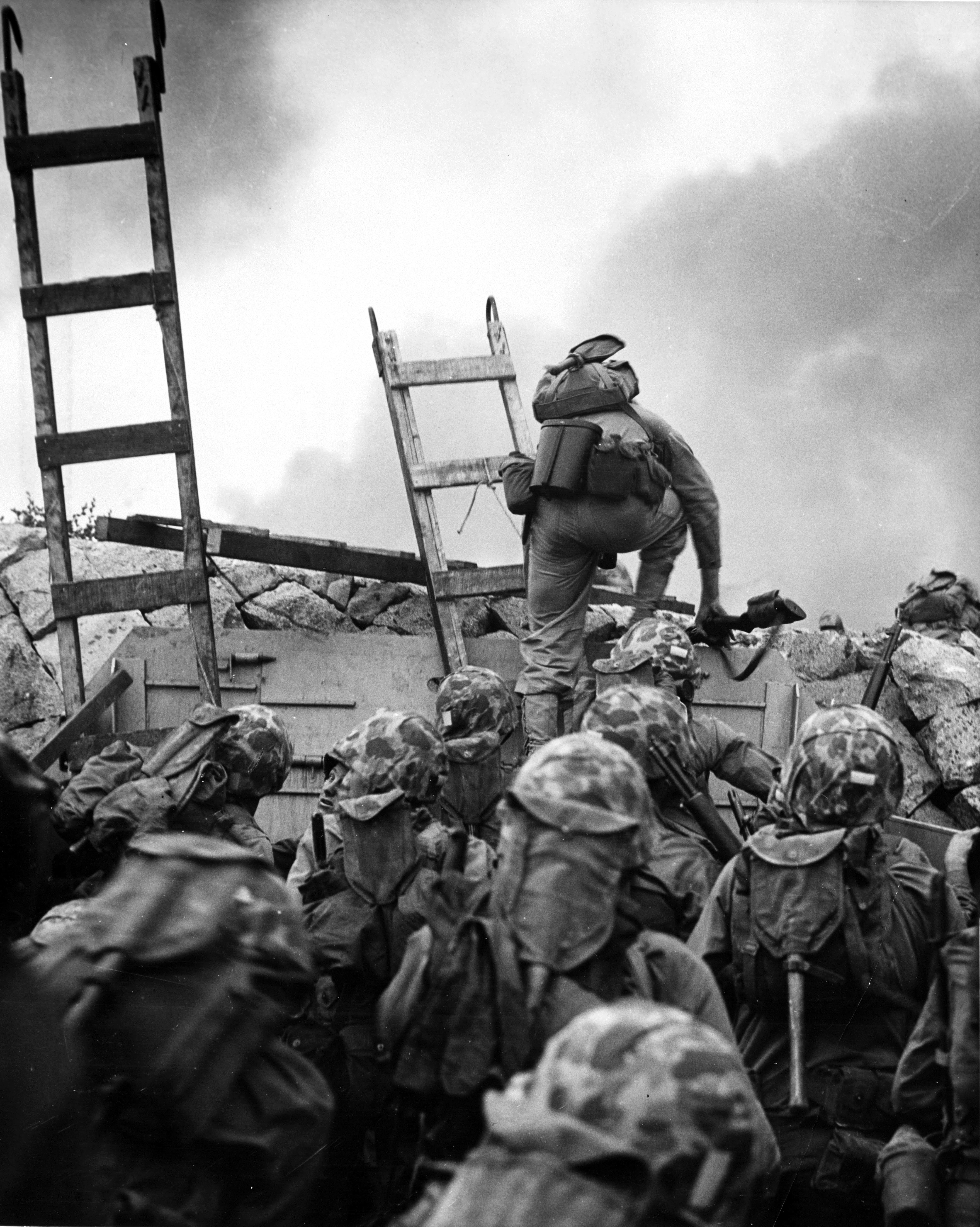
Soldati americani scalano un argine sul mare a Incheon durante un momento decisivo nel corso della guerra di Corea

La resa incondizionata del Giappone, il crollo anteriore della Germania nazista, combinati con i fondamentali spostamenti della politica e dell'ideologia mondiali, condussero alla divisione della Corea in due zone di occupazione che ebbe effettivamente inizio l'8 settembre 1945, con gli Stati Uniti che amministravano la parte meridionale della penisola e l'Unione Sovietica che prendeva il controllo sull'area a nord del 38º parallelo. Il governo provvisorio fu ignorato, principalmente a causa dell'errata convinzione da parte degli Stati Uniti che fosse troppo allineato su posizioni comuniste. Questa divisione sarebbe dovuta essere temporanea e inizialmente si intendeva restituire una Corea unificata al suo popolo fino a quando gli Stati Uniti, il Regno Unito, l'Unione Sovietica e la Repubblica di Cina avessero potuto organizzare un'amministrazione fiduciaria.
Alla conferenza del Cairo il 22 novembre 1943 si convenne che "a tempo debito la Corea diventerà libera e indipendente"; a un successivo incontro a Jalta nel febbraio 1945 si convenne di costituire un'amministrazione fiduciaria di quattro potenze sulla Corea. Il 9 agosto 1945 i carri armati sovietici entrarono nella Corea settentrionale dalla Siberia, incontrando poca o nessuna resistenza. Il Giappone si arrese alle forze Alleate il 15 agosto 1945. Nel dicembre 1945 una conferenza si riunì a Mosca per trattare il futuro della Corea: fu discussa un'amministrazione fiduciaria di cinque anni e fu istituita una commissione congiunta sovietico-statunitense. La commissione si riunì in modo discontinuo a Seul, ma giunse a un punto morto sulla questione di costituire un governo nazionale e nel settembre 1947, con nessuna soluzione in vista, gli Stati Uniti sottoposero la questione coreana all'Assemblea generale delle Nazioni Unite.
Le iniziali speranze per una Corea unificata e indipendente evaporarono rapidamente quando la politica della guerra fredda e l'opposizione al piano di amministrazione fiduciaria da parte degli anti-comunisti coreani ebbero come risultato alla costituzione nel 1948 di due nazioni separate con sistemi politici, economici e sociali diametralmente opposti. Il 25 giugno 1950, con la sua risoluzione n. 82, il Consiglio di sicurezza delle Nazioni Unite riconobbe la Repubblica di Corea (Corea del Sud) come il solo governo legale della Corea. Nel giugno 1950 scoppiò la guerra di Corea quando la Corea del Nord violò la linea del 38º parallelo per invadere il Sud, ponendo fine per il momento a qualsiasi speranza di una riunificazione pacifica. A causa del dominio statunitense sulla Corea del Sud, questa è divenuta una democrazia capitalista, mentre la Corea del Nord, a causa dell'occupazione sovietica, ha istituito un governo di ispirazione comunista. Da allora i rapporti tra le due Coree hanno conosciuto alti e bassi, oscillando sempre fra momenti di aperta ostilità e tentativi di dialogo e riavvicinamento.
Vedi storia della Corea del Nord e storia della Corea del Sud per il periodo postbellico.